# Bessahlaðahnúkur
Bessahlaðahnúkur är en bergstopp i republiken Island. Den ligger i regionen Norðurland eystra, 220 km nordost om huvudstaden Reykjavík. Toppen på Bessahlaðahnúkur är 1 236 meter över havet.
Trakten runt Bessahlaðahnúkur är nära nog obefolkad, med mindre än två invånare per kvadratkilometer. Det finns inga samhällen i närheten. Trakten runt Bessahlaðahnúkur består i huvudsak av gräsmarker.